# MOTELX
MOTELX Festival Internacional de Cinema de Terror de Lisboa (Portugiesisch für: MOTELX Internationales Festival des Horrorfilms in Lissabon), gelegentlich auch MOTELx, ist ein Filmfestival in der portugiesischen Hauptstadt Lissabon, das sich den Horrorfilmen widmet. Es gehört international inzwischen zu den bedeutendsten Filmfestivals seiner Art. Vom 12. bis 18. September 2023 soll seine 17. Auflage stattfinden.
Seit dem Ende des Festróia 2014 ist es das einzige portugiesische Filmfestival, das bei der FIAPF akkreditiert ist, in der Kategorie „Festivals mit spezialisiertem internationalen Wettbewerben“.  Es ist zudem das einzige Filmfestival Portugals, das bei der EFFA-Plattform der European Festivals Association und bei der MIFF (Méliès International Festivals Federation) Mitglied ist.
Die jährliche Festivalwoche des MOTELX wird in Lissabon von Veranstaltungen wie Partys, Vorträge, Workshops und Konzerte begleitet.
Der Name des Festivals ist ein Wortspiel aus „Motel“ (auch MOstra de filmes de TError de Lisboa, Portugiesisch für: Lissabonner Horrorfilm-Schau) und dem in Portugal häufig verwendeten Kürzel „Lx“ für Lissabon (Portugiesisch Lisboa, wobei im Portugiesischen das „x“ ebenso wie das „s“ als weiches „Sch“ gesprochen wird).

## Geschichte
Das Festival wurde 2007 gegründet. Die Einführung des mit 5.000 Euro dotierten Filmpreises Prémio MOTELX - Melhor Curta de Terror Portuguesa für den besten portugiesischen Horror-Kurzfilm sorgte für einen starken Anstieg der eingereichten Beiträge und ein weiter steigendes Interesse.
Im Jahr 2011 wurde es Mitglied bei der Méliès International Festivals Federation und gehört zudem seit 2015 zu der von der Europäischen Kommission geförderten  Festival-Plattform Europe for Festivals, Festivals for Europe (EFFE). Seit 2016 wird mit dem Prémio Méliès d’argent - Melhor Longa Europeia ein neuer, beachteter Preis des Festivals vergeben.
2016 erreichte das MOTELX mit über 20.000 Besuchern an sechs Festivaltagen (und zwei Warm-up-Tagen mit Freiluft-Vorführungen, Konzerten u. a.) einen neuen Besucherrekord und blieb bis 2019 mit 19.000 konstant hoch.
2017 erfolgte die Akkreditierung des MOTELX bei der FIAPF als Festival mit spezialisiertem internationalen Wettbewerb, als einziges Horrorfilm-Festival und als einziges portugiesisches Filmfestival.
Die gestiegene Bedeutung des Festivals zeigte sich auch an Gästen wie George A. Romero, Stuart Gordon, John Landis, José Mojica Marins (Coffin Joe), Eli Roth, Brian Yuzna, Dario Argento, Hideo Nakata oder Tobe Hooper, die hier mal Kurse und mal Vorträge hielten oder auch an Podiumsdiskussionen teilnahmen. 2017 waren Roger Corman und Alejandro Jodorowsky zu Gast, 2018 kam Andy Nyman für eine von Stephen Thrower moderierte Masterclass, 2019 war Ari Aster dort, u. a.
Im Corona-Jahr 2020 konnten trotz Auflagen noch 9.000 Interessierte das Festival besuchen und in den 75 Vorstellungen die 49 Lang- und 77 Kurzfilme sehen, mit dem portugiesischen Regisseur Pedro Costa wurde über die Einflüsse von Horrorfilmen auf sein Werk gesprochen, und Takashi Miike war per Fernschaltung in einer von Evrim Ersoy moderierten Masterclass-Session dabei. Im folgenden Corona-Jahr 2021 zählte man 10.000 Zuschauer in den 69 Vorführungen von 45 Lang- und 95 Kurzfilmen, der US-amerikanische Produzent Josh C. Waller war zu Gast.

## Wettbewerbe
Im Festival gibt es momentan zehn Sektionen (Stand 2021):
- Méliès d'Argent Award - Best European Feature Film
- Room Service
- Doc Horror
- Cult of the Living Masters
- Special Screenings
- Lost Room
- Best Portuguese Short Film Award
- International Shorts
- Big Bad Wolf
- Section X

Preise werden in mehreren Kategorien vergeben. Zu den wichtigsten zählen Prémio Méliès d’argent - Melhor Longa Europeia (Best European Feature Film) für den besten europäischen Langfilm und MOTELX - Melhor Curta de Terror Portuguesa (Best Portuguese Short Film Award) für den besten portugiesischen Kurzfilm.
Für Kinder gibt es mit der Rubrik Lobo Mau (Big Bad Wolf, Portugiesisch für: der böse Wolf) eine eigene, kindgerechte Rubrik.

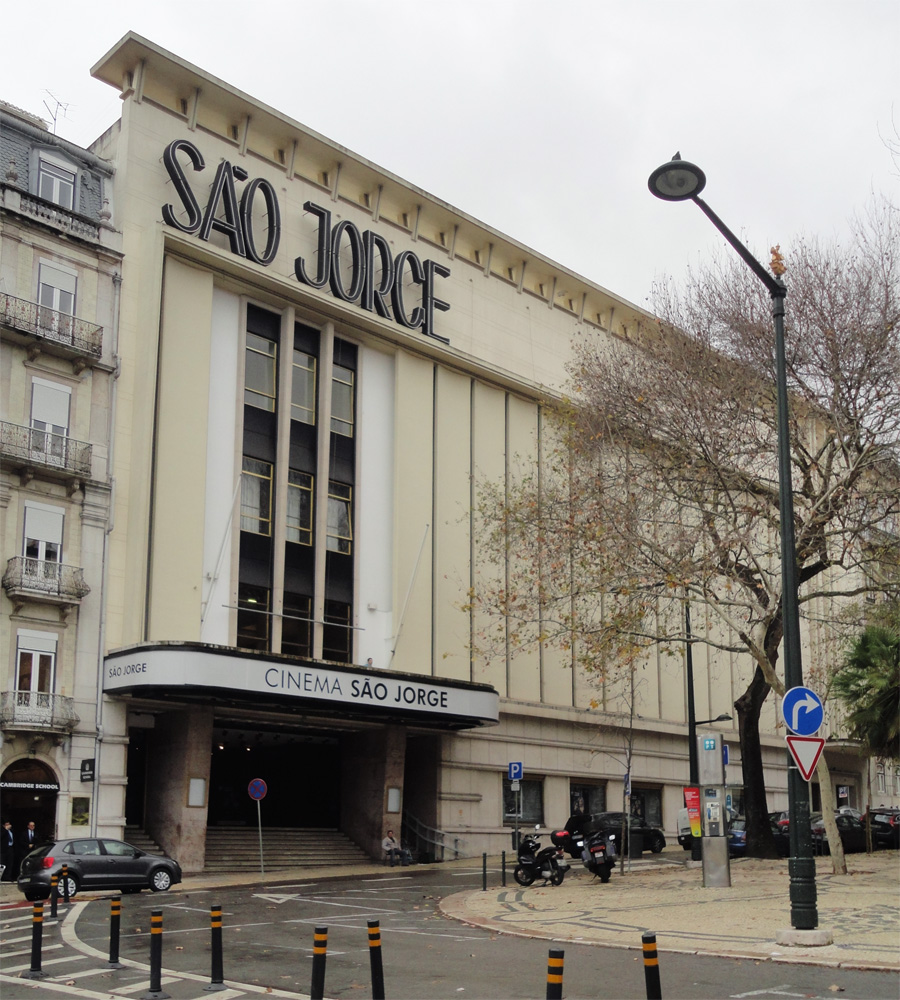
Das Cinema São Jorge ist der Hauptspielort des jährlichen MOTELX.

## Spielstätten
Die Wettbewerbsfilme werden im Cinema São Jorge an der zentralen Lissabonner Prachtstraße Avenida da Liberdade gezeigt. Zusätzlich finden Vorstellungen und Veranstaltungen im Rahmen des Festivals in wechselnden Kinos in Lissabon, aber auch im ganzen Land statt, vor allem in den Kinos der NOS-Medienunternehmens in Shopping Centres der größeren Städte.